# Автомагистрала М0 (Унгария)
Автомагистрала М0 е кръгова автомагистрала в Унгария, разположена около столицата Будапеща.
От M0 последователно се отклоняват автомагистралите M1, M7, M6, M5, M4, M3, M2. Дължината на трасето съставлява 108 км. Пресича европейските пътища Е73, Е71, Е75.

## Участъци

### M1 – M5
Това е най-старият участък, има дължина 29 км. Допустимата скорост е до 80 км/ч. През септември 2008 г. е открит участък, съединяващ M0 с новата магистрала М6.

### M5 – M4
12 километра път между M5 и планираната магистрала M4 са положени през 2005 г. Максималната скорост в този участък е 110 км/ч.

### M4 – M3
26-километровият участък между M4 и M3 е завършен през септември 2008 г.

### M3 – мост Медери
Участъкът с дължина 7 км е открит преди свързването на М3 с М0. Мостът Медери, завършен през септември 2008 г., съединява М0 с път 11.

### Път 11 – път 10
9-километровият участък между път 10 и път 11 е планиран за 2014 г.

### Път 10 – М1
Участъкът с дължина 18 км между път 10 и най-старата част на M0 (където се отклонява M1) е планиран, но точна дата не е посочена.

## Археологически разкопки
През 2001 – 2006 г. по време на строителството на югоизточната част на M0 е открит важен археологически обект – Сарматското грънчарско селище от III – IV век.